# Riederaubrücke
Die Riederaubrücke im Norden von Kempten (Allgäu) ist die Brücke der Nordspange über die Iller. Sie erhielt ihren Namen vom rechts des Flusses gelegenen Weiler Riederau.
Die Gründungsarbeiten für die neue Brücke erfolgten unter besonderen Bedingungen, da die Rammpfähle der Brücke in weichem Untergrund in einer Tiefe von 30 Metern hergestellt wurden. Das Brückenbauwerk ist eine Dreifeldbrücke mit einer Spannweite von 102 Metern und zusätzlichem Rad- und Fußweg. Die Brücke wurde zusammen mit der Nordspange am 6. November 2015 dem Verkehr übergeben. Sie verbindet die Johann-Abt-Straße nahe der Stiftsbleiche auf der linken Ostseite der Iller mit der Thomas-Dachser-Straße bei Riederau, die sich nach Osten an die Porschestraße anschließt. Diese Straßennamen wurden im März 2014 vom Bauausschuss der Stadt Kempten ebenso wie der Name für die Brücke neu vergeben.